# Condado de Sumter (Alabama)
El condado de Sumter es un condado de Alabama, Estados Unidos. Llamado así en honor del General Thomas Sumter, de Carolina del Sur. Tiene una superficie de 2366 km² y una población de 14 798 habitantes (según el censo de 2000). La sede de condado es Livingston.

## Historia
El Condado de Sumter se fundó el 18 de diciembre de 1832.

## Geografía
Según la Oficina del Censo de los Estados Unidos el condado tiene un área total de 2366 km², de los cuales 2344 km² son de tierra y 22 km² de agua (0,93%).

### Principales autopistas
- Interestatal 20/Interestatal 59
- U.S. Route 11
- U.S. Route 80
- Ruta Estatal de Alabama 17
- Ruta Estatal de Alabama 28
- Ruta Estatal de Alabama 39

### Condados adyacentes
- Condado de Pickens (norte)
- Condado de Greene (noreste)
- Condado de Marengo (sureste)
- Condado de Choctaw (sur)
- Condado de Lauderdale (Misisipi) (suroeste)
- Condado de Kemper (oeste)
- Condado de Noxubee (Misisipi) (noroeste)

### Ciudades y pueblos
- Cuba
- Emelle
- Epes
- Gainesville
- Geiger
- Livingston
- York
- Panola

## Demografía
| Población histórica Año Población ±% 1900 32 710 — 1910 28 699 −12.3 % 1920 25 569 −10.9 % 1930 26 929 +5.3 % 1940 27 321 +1.5 % 1950 23 610 −13.6 % 1960 20 041 −15.1 % 1970 16 974 −15.3 % 1980 16 908 −0.4 % 1990 16 174 −4.3 % 2000 14 798 −8.5 % |           |         |
| Población histórica |           |         |
| Año | Población | ±%      |
| 1900 | 32 710    | —       |
| 1910 | 28 699    | −12.3 % |
| 1920 | 25 569    | −10.9 % |
| 1930 | 26 929    | +5.3 %  |
| 1940 | 27 321    | +1.5 %  |
| 1950 | 23 610    | −13.6 % |
| 1960 | 20 041    | −15.1 % |
| 1970 | 16 974    | −15.3 % |
| 1980 | 16 908    | −0.4 %  |
| 1990 | 16 174    | −4.3 %  |
| 2000 | 14 798    | −8.5 %  |